# إبيستريول
إبيستريول (INN) (الأسماء التجارية أكتريول، أركاجينيل، كليمادورال)، أو إبيوستريول (BAN)، المعروف أيضًا باسم 16β-إيبيستريول أو ببساطة 16-إيبيستريول وكذلك 16β-هدروكسي-17β استراديول، هو الإستروجين الطفيفة والضعيفة الذاتية، و 16β-إبيمر من إستريول (وهو 16α-هدروكسي-17β-استراديول). إيبيستريول هو (أو كان سابقًا) يستخدم سريرياً في علاج حب الشباب. بالإضافة إلى إجراءات الإستروجين، تم اكتشاف أن إبيستريول يمتلك خصائص مضادة للالتهابات دون نشاط الجليكوجين أو الآثار المثبطة للمناعة، وهو اكتشاف مثير للاهتمام على عكس المنشطات المضادة للالتهابات التقليدية مثل الهيدروكورتيزون (جلايكورتيكود).